# Серії житлових будинків

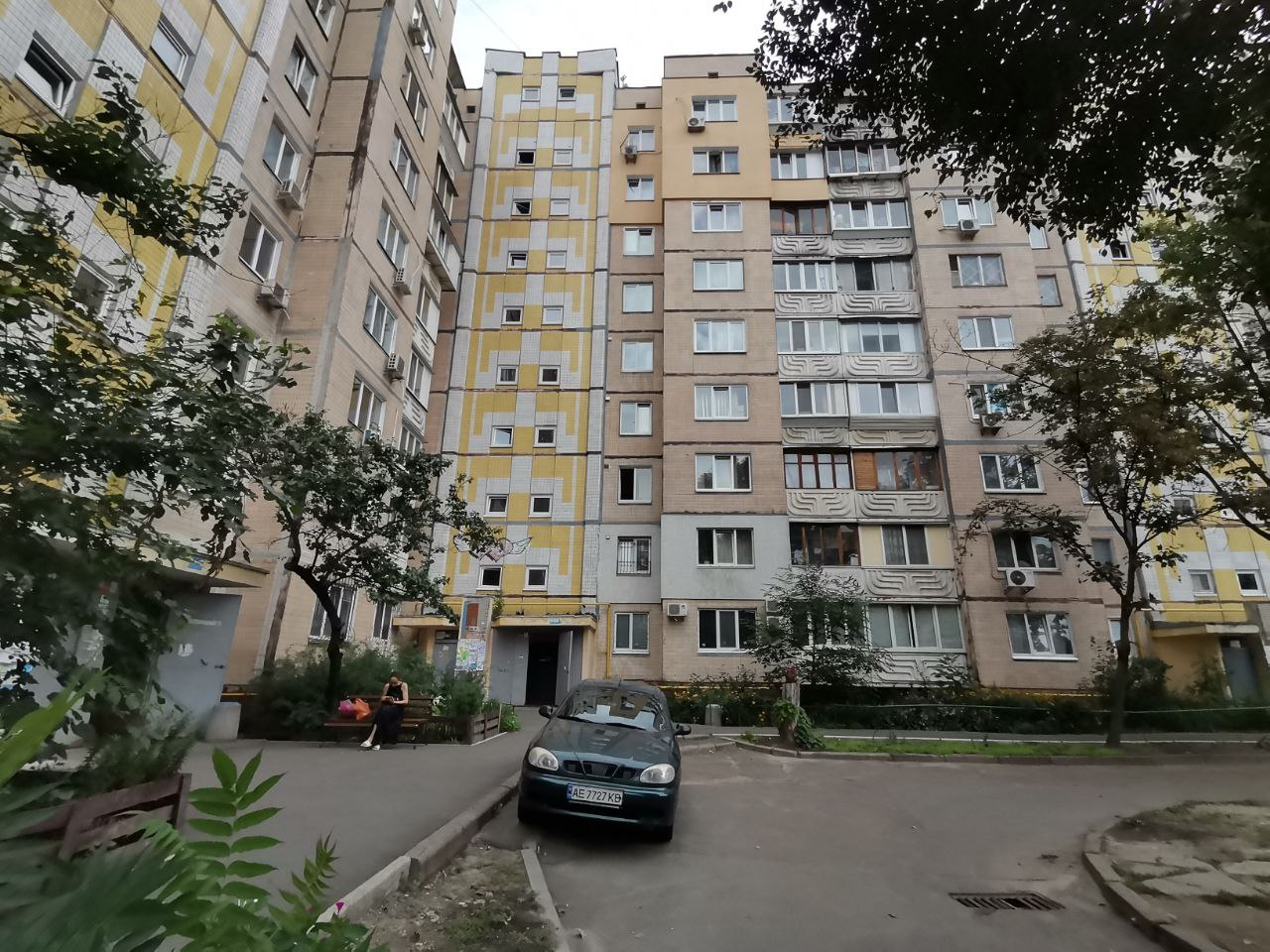
Двір у Києві, Троєщина, Червоної калини 18. Дев'ятиповерховий будинок серії 96 1983 року

Серії житлових будинків — типові проєкти, які всередині серії можуть відрізнятися поверховістю, кількістю секцій, орієнтацією та незначними деталями архітектурного оздоблення. Як правило, серія житлових будинків має обмежений ряд планування квартир, загальний архітектурний стиль та технологію будівництва. Застосування серійного проєктування орієнтоване на індустріалізацію будівництва та дозволяє отримати мінімальну собівартість квадратного метра житла за високої швидкості зведення будівель, проте нерідко веде до архітектурного знеособлення та одноманітності житлових кварталів.
Найбільш масово зводилися в період урбанізації у багатьох країнах, будучи основою архітектурного вигляду житлових районів багатьох міст. Найбільший розвиток серійне проєктування квартирних будинків отримало в СРСР у період масового післявоєнного житлового будівництва, широко застосовувалося в соціалістичних країнах, що розвиваються, використовується і в даний час.

## Історія
Нові типові проєкти були розроблені на основі матеріалів Всесоюзного конкурсу 1956 року, де крім основного типу будинку для сімейного розселення, спочатку передбачалися і будинки з комунальними квартирами для малосімейних (2 особи) та одинаків, які мали спільну кухню та санвузол. На початку 1960-х житлову політику було переглянуто, вирішено було повністю відмовитися від комуналок, а темпи будівництва зберегти за рахунок підвищення економічності житла, знижуючи його собівартість. Крім максимальної індустріалізації (по країні було організовано близько 400 будівельних комбінатів), собівартість будівництва зменшувалась за рахунок переходу з цегляного на великопанельне домобудування (питома вага якого в 1959—1964 роки зросла в 10 разів), зменшення підсобної площі квартир, зниження мінімізації витрат на зовнішнє оздоблення будівель. В результаті собівартість квартири зменшилася на 35 %, що дозволило забезпечити повне посімейне розселення при тих же витратах на будівництво. Основні серії великопанельних житлових будинків цього періоду: 335, 463 (Українська РСР), 464 (інститут «Діпробудіндустрія»), 467 (КБ залізобетону Держбуду РРФСР), 468 («Міськбудпроєкт»), 515 (Москва).
Перший безкарскасний панельний будинок звели 1959 року серії 13-01 проєкту Гипрогражданпромстрой на бульв. Дружби Народів, 25.
З початку 1960-х років житлове будівництво в СРСР було засноване на промисловому будівництві — спорудженні мікрорайонів із 5- та 9- поверхових серійних панельних будинків. Це знижувало собівартість будівництва та дозволяло збільшити введення житла, а також робило його набагато комфортнішим, ніж комунальні квартири, вже тому, що відтепер кожна квартира проєктувалася з розрахунку заселення однією сім'єю, а не кількома. Одночасно з будівництвом великопанельних будинків стали з'являтися і серійні будинки з блоків — тих же панелей, тільки не на всю стіну.

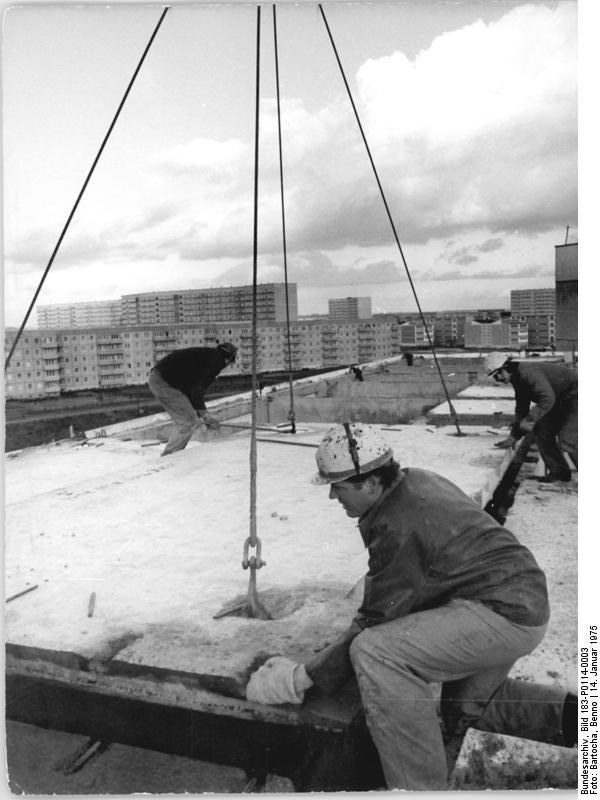

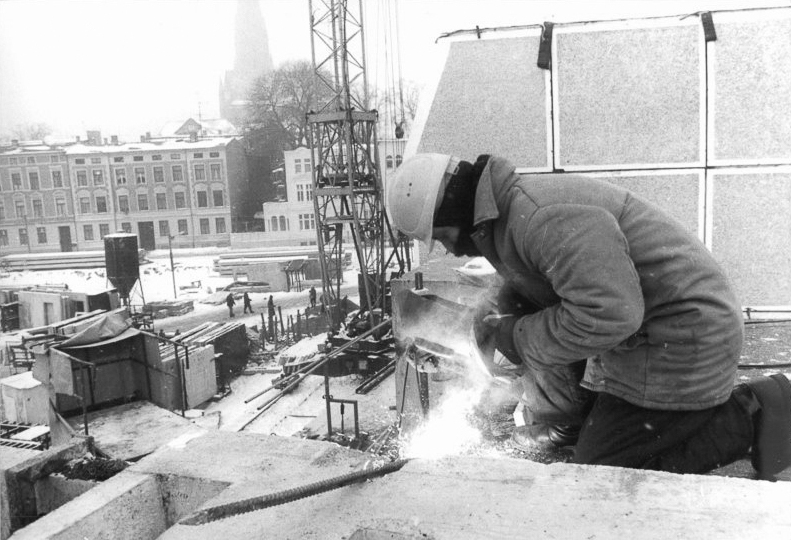

Поворотною точкою стали постанови «Про заходи щодо подальшої індустріалізації, поліпшення якості та зниження вартості будівництва» 1956 та «Про розвиток житлового будівництва в СРСР» 1957. Завдання партії будівельникам полягало в тому, щоб розробити до осені 1956 проєкти, що дозволяють різко здешевити будівництво житла і зробити його доступним для трудящих. Так з'явилися знамениті «хрущовки». Мета проєкту була в тому, щоб 1980 року кожна радянська сім'я зустріла комунізм у окремій квартирі.
Втім, до середини 1980-х років окремі квартири мали лише 85 % сімей: у 1986 році Михайло Горбачов відсунув терміни на 15 років, висунувши гасло «Кожній радянській сім'ї — окрему квартиру до 2000 року». Для цього була розроблена державна програма «Житло-2000». що дозволила збільшити темпи житлового будівництва із 119,8 млн кв. метрів 1986 року до 152,0 млн кв. метрів 1989-го.

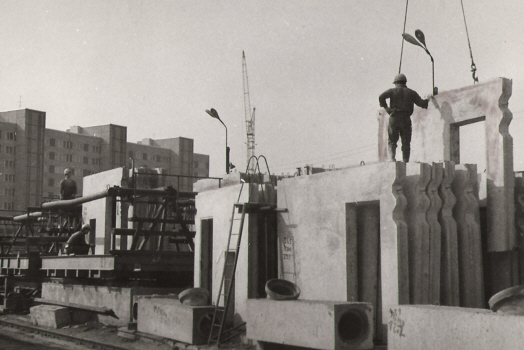
Панельні будівлі, що будувалися у 1980-ті в Берліні та Дрездені

Прототипом для перших «хрущовок» стали панельки, що будувалися в Берліні та Дрездені з 1920-х років. Будівництво житлових будинків «хрущовок» тривало з 1959 по 1985 рік. Це дозволило щорічно вводити 110 млн квадратних метрів житла. Була створена відповідна виробнича база та інфраструктура: домобудівні комбінати, заводи ЗБВ і т. д.

## Позначення
Кожен типовий проєкт будівлі, розроблений у СРСР, позначається стандартним шифром, що складається із серії цифр, розділених дефісами виду:
ТТМ-ССС-ХХ
ТТ — тип будівлі
житло
11 — Багатосекційні багатоквартирні житлові будинки; 12 — Односекційні багатоквартирні житлові будинки; 13 — Багатоквартирні житлові будинки галерейного типу; 14 — Будинки садибної забудови на 1…6 квартир у двох рівнях; 15 — Будинки для малосімейних; 16 — Гуртожитки, будинки-інтернати, культурно-побутові будівлі; 17 — Будинки для сільського будівництва з поверховими квартирами та роздільними входами; 18 — Будинки садибної забудови на 1 — 2 одноповерхові квартири; 19 — Господарські будівлі для будинків садибної забудови.
громадські будівлі
21 — Дитячі дошкільні заклади;
22 — Школи та позашкільні заклади;
23 — ПТУ, середні, спеціальні, вищі навчальні заклади, навчальні пункти, комбінати;
24 — Установи санаторно-курортного лікування, відпочинку та туризму;
25 — Лікувально-профілактичні установи;
26 — Видовищні та культурно-освітні, для органів управління та організацій;
27 — Підприємства торгівлі та громадського харчування. громадські центри;
28 — Підприємства побутового обслуговування та комунального господарства;
29 — Фізкультурно-оздоровчі та спортивні будівлі та споруди.
М — матеріал стін будівлі
1 — панелі;
2 — будівлі з несущим каркасом;
3 — блоки;
4 — цегла;
5 — туфовий камінь;
6 — колоди або брус;
7 — об'ємні модулі повної заводської готовності;
8 — монолітний бітум.
ССС — Номер серії, до якої належить іповий проєкт.
ХХ — Порядковий номер проєкту.
Приклад: Типовий проєкт 113-81-3
Багатосекційний багатоквартирний житловий будинок (11) із блоків (3) серії 81, номер проєкту у серії — 3.

## Технологія

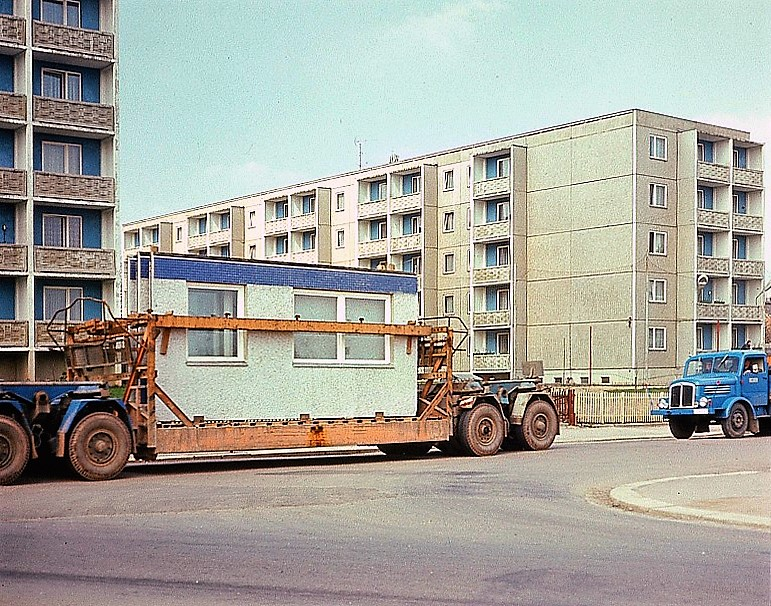
Компоненти панельного будинку, що є великими залізобетонними плитами.

Серед типових найбільшого поширення набули великопанельні житлові будинки.

## Список серій житлових будинків

### 1940-ті роки
З 1947 року в Академії архітектури СРСР ведуться розробки повнозбірного великопанельного житла. Будуються перші каркасно-панельні та безкаркасні будинки:

### 1950-60ті роки

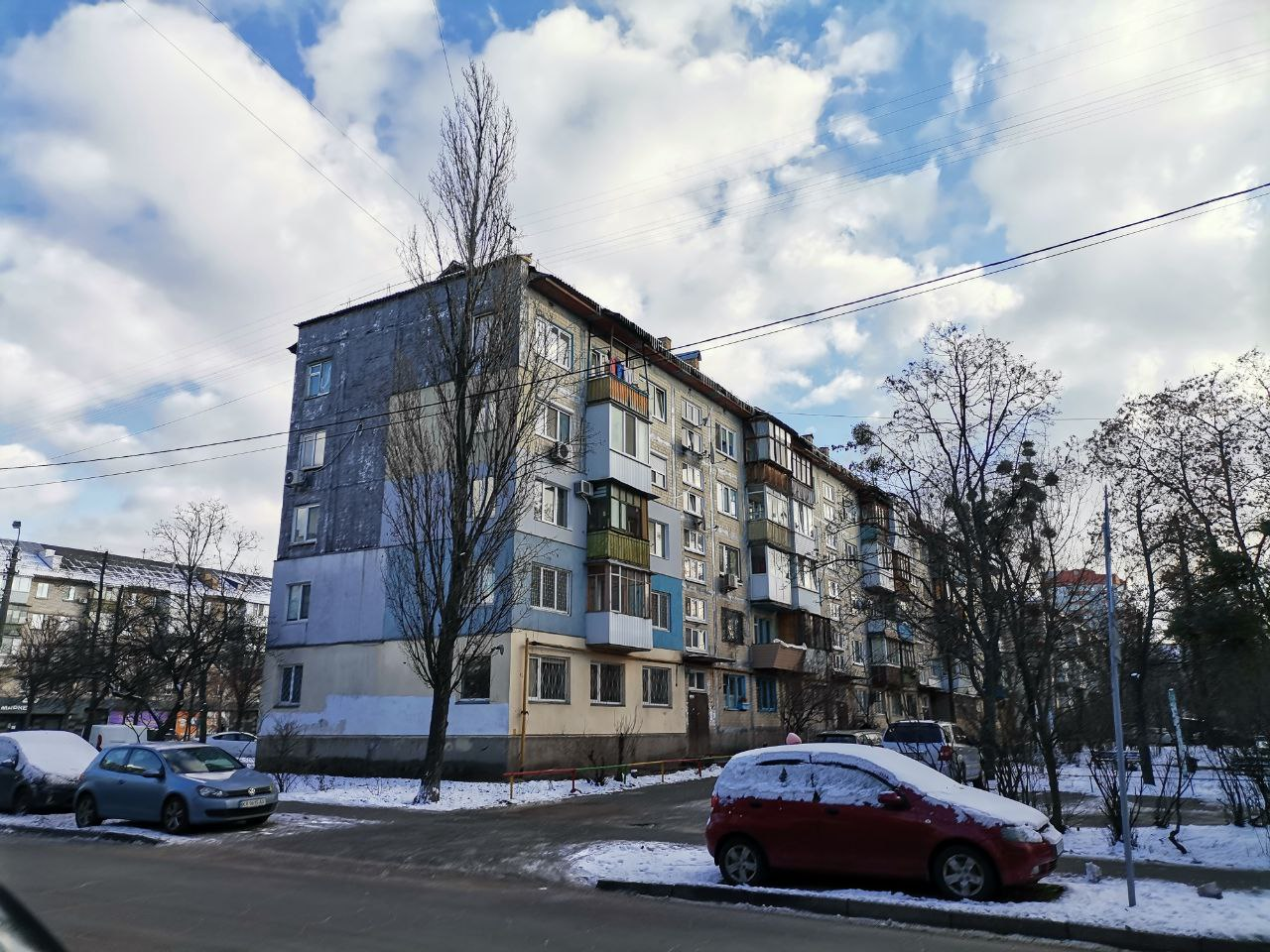
Будинок серії 1-480 1964 року на бульварі Івана Котляревського 3, Київ

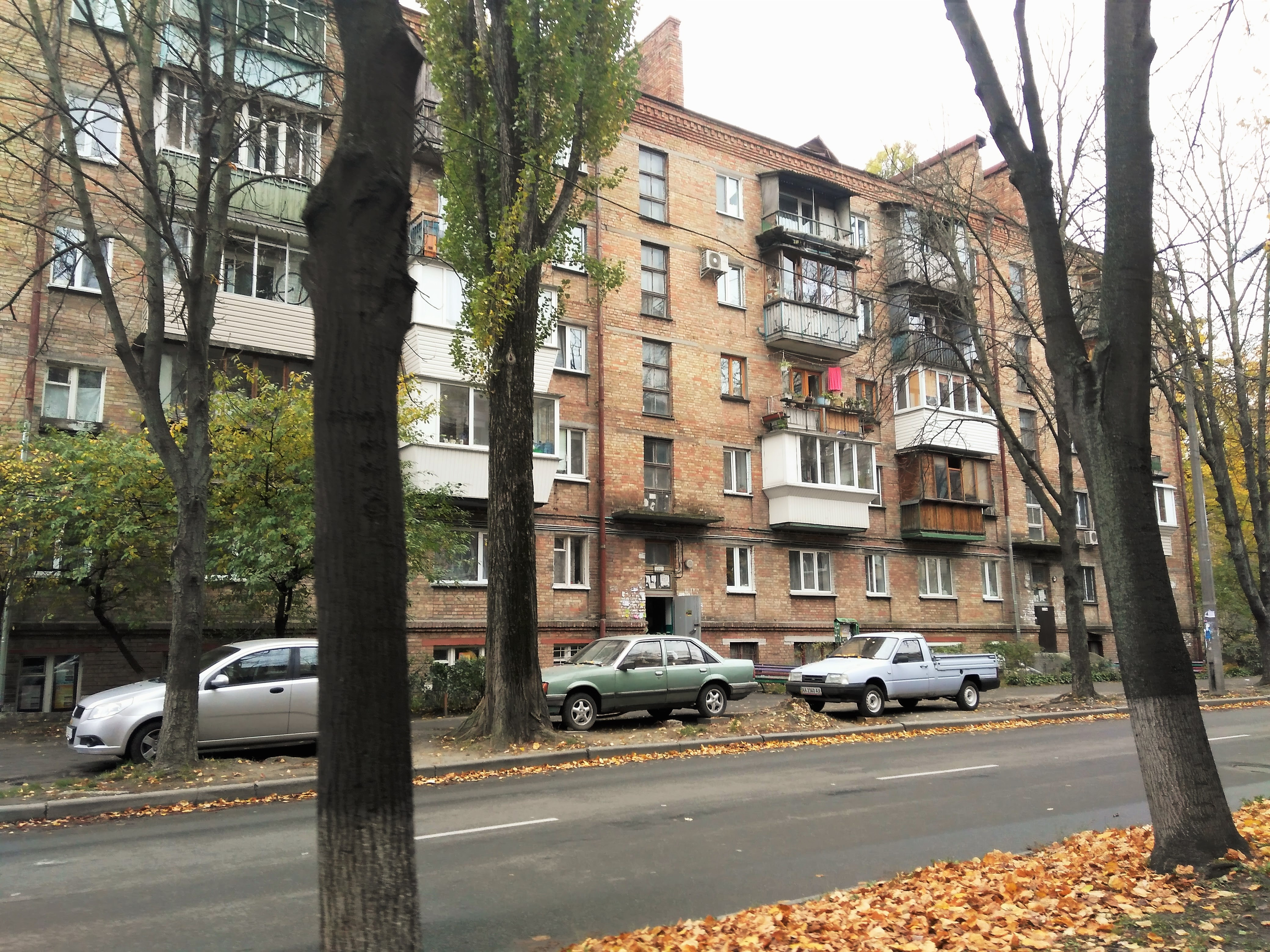
Будинок 1-438 серії на вулиці Естонській 1/5 1961 року

Висота в 5 поверхів була обрана тому, що за нормами того часу це була найбільша поверховість, за якої дозволялося будувати будинки без ліфта (втім, іноді будувалися будинки і на 6 поверхах — з магазином на першому поверсі).
Серії, розроблені в період правління Хрущова, часто називають «хрущовками». Вони відрізнялися низкою незручностей:
- маленькі та часто нераціональні розміри кухонь та житлових кімнат,
- вузькі коридори та сходові клітини,
- низькі стелі,
- прохідні кімнати,
- суміщені санвузли,
- погана шумоізоляція,
- недостатня теплоізоляція — холод взимку і навпаки — спека влітку (особливо на верхніх поверхах),
- ряд недоробок під час будівництва, які мешканцям часто доводилося усувати самостійно.

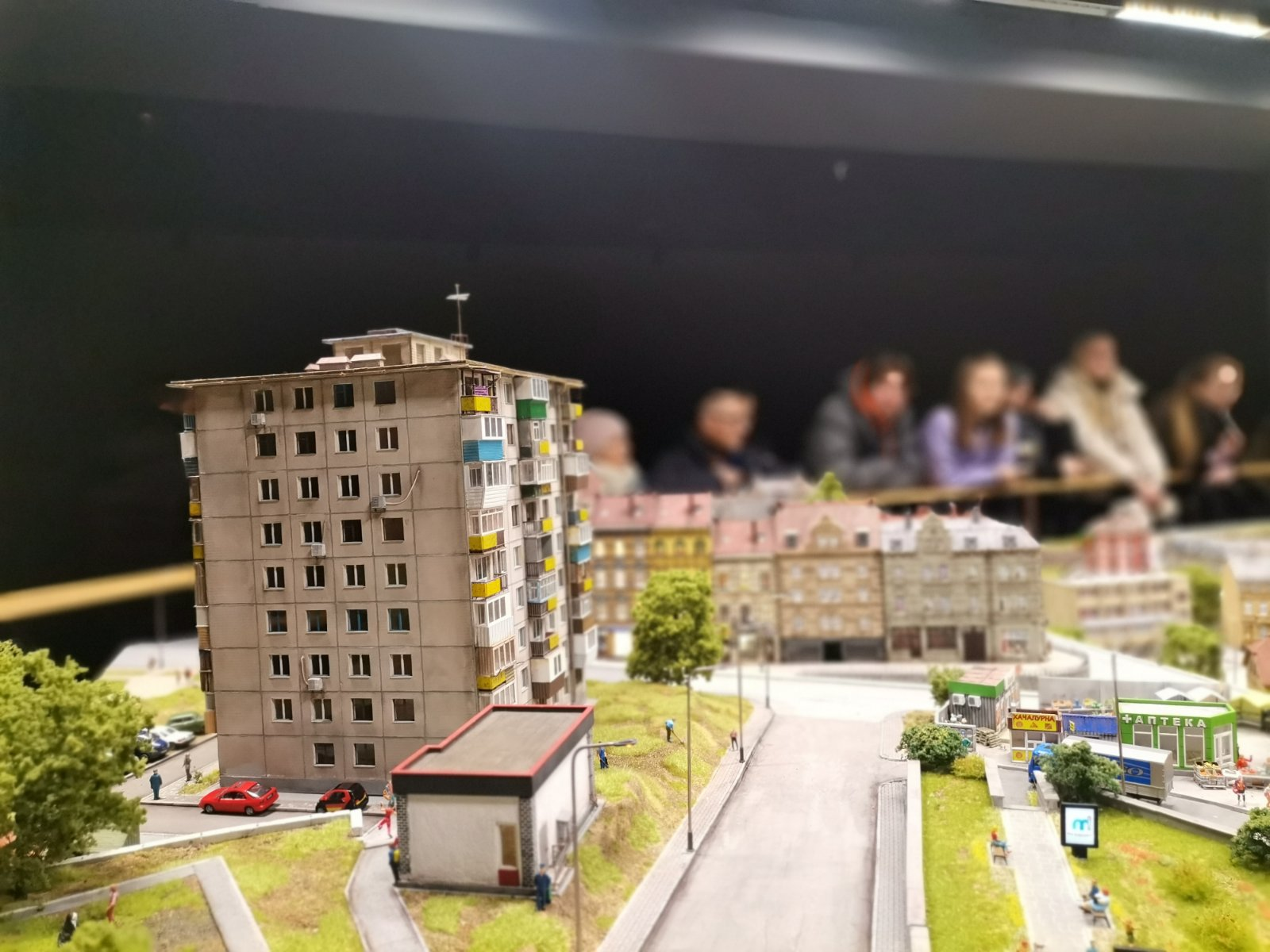
Макет 1-464А-20

Найдовший у світі луцький будинок-вулик (114-87 (серія будинків))

- 1-318 Цегляний 5-поверховий житловий будинок. Будинки цієї серії зводилися з 1958 року (Україна, Литва, Естонія)
- 1-335 Панельний 5-поверховий житловий будинок. Серія панельних 5-поверхових житлових будинків, що найчастіше зустрічається по всьому колишньому СРСР. Будинки цієї серії зводилися з 1956 по 1966 рік, після чого перейшли до будівництва модернізованих серій 1-335а і 1-335д, які проводилися по 1976 включно.
- 1-438 серія житлових будинків в Україні, 1958 року першими із серії «хрущовок»
- 1-447 серія житлових будинків в СРСР, розроблена в 1956–1957 роках
- 1-480  серія житлових будинків в Україні, розроблена в 1958 роках
- 1-464 Панельний 5-поверховий житловий будинок (Росія, Білорусія, Україна, Литва, Латвія).
- 114-87 (серія будинків) — серія типових проєктів 5- і 9-поверхових житлових будинків і блок-секцій споруд в Україні.

### 1970-і роки
У 1970 році було прийнято Єдиний каталог будівельних деталей, на основі якого надалі розроблялися типові проєкти.
- 111-94 — серія великопанельних 5ти та 9-поверхових будинків для України.
- 111-96 — серія великопанельних 9-поверхових будинків для України.
- 111-134 — серія великопанельних 9-, 12-, 16-поверхових будинків (м. Київ, Донецьк).
- БПС — серія шістнадцятиповерхівих житлових будинків у Києві.

### 1980-ті роки

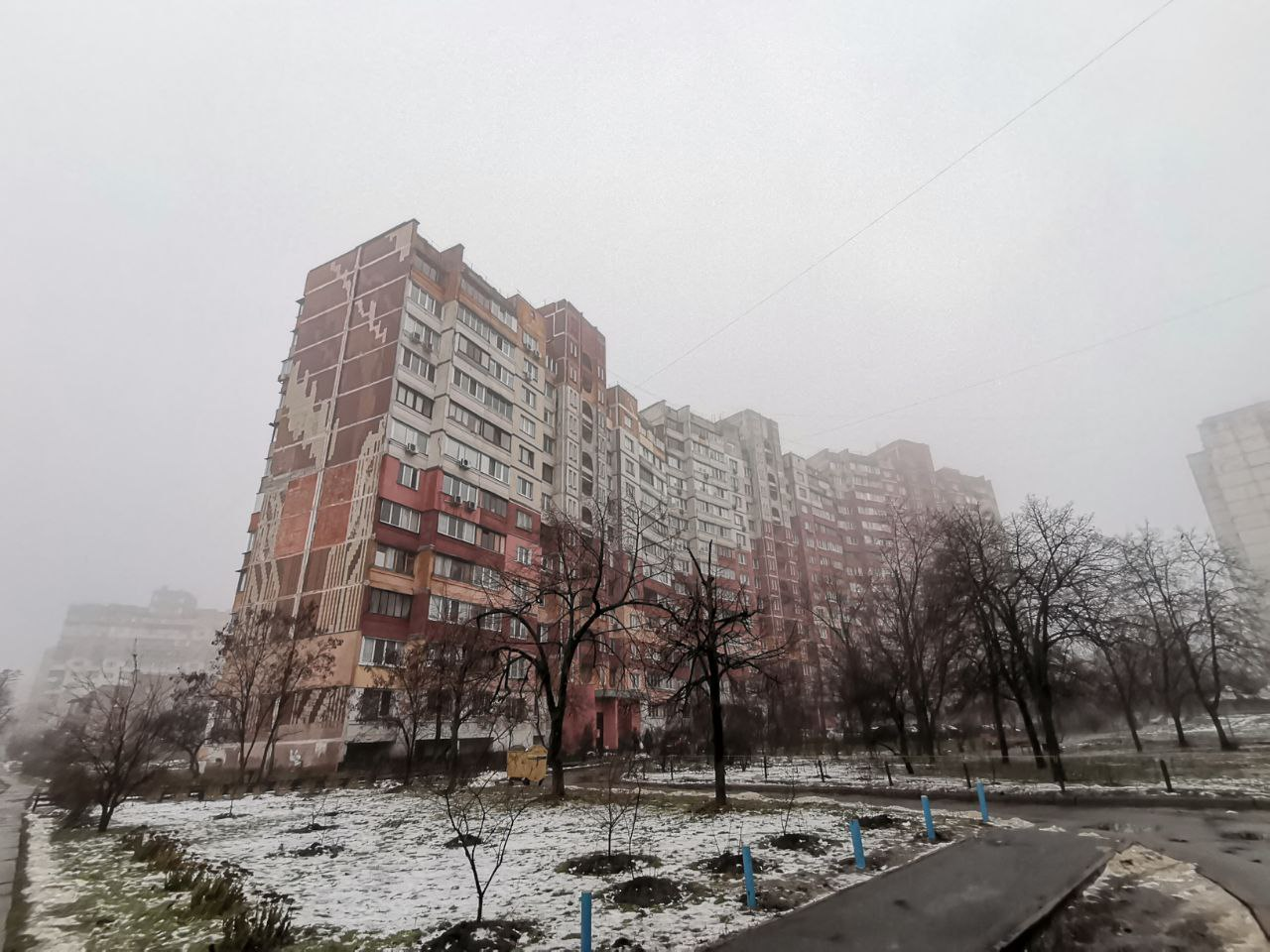
Макрографіті на будинках серії Т, Троєщина, Вулиця Миколи Закревського

- КТ — серія 12- та 16-поверхових великопанельних житлових будинків та блок-секцій
- Т — серія багатоповерхових будинків, розроблена в КиївЗНДІЕП на початку 1980-х років по заміну серії БПС
- АППС К-134 — серія великопанельних житлових будинків для будівництва в Києві, Донецьку та Кривому Розі.